# Данидин (аэропорт)

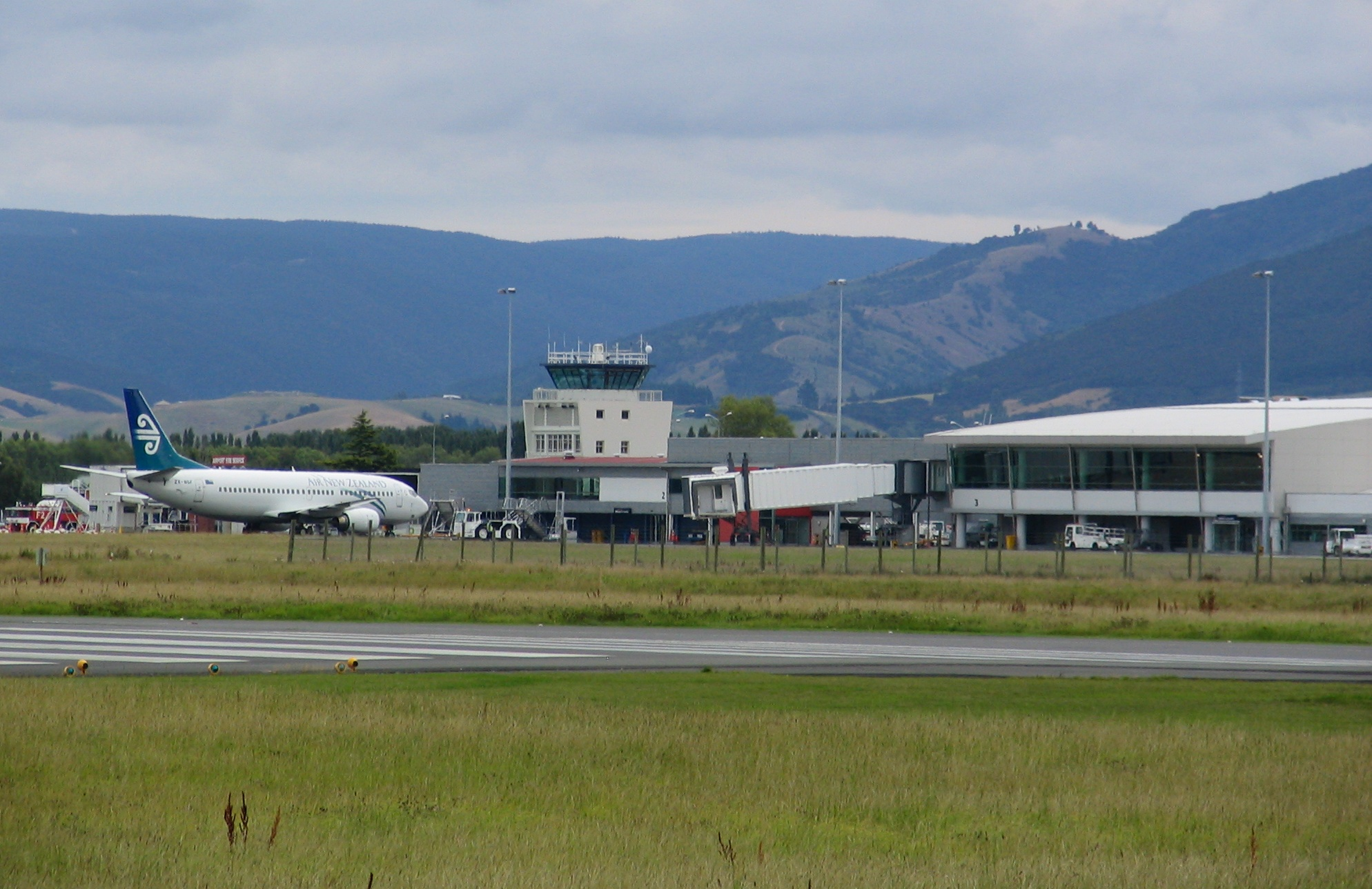
Здание пассажирского терминала, диспетчерская вышка и самолёт Boeing 737-300 авиакомпании Air New Zealand в Международном аэропорту Данидин, 2009 год

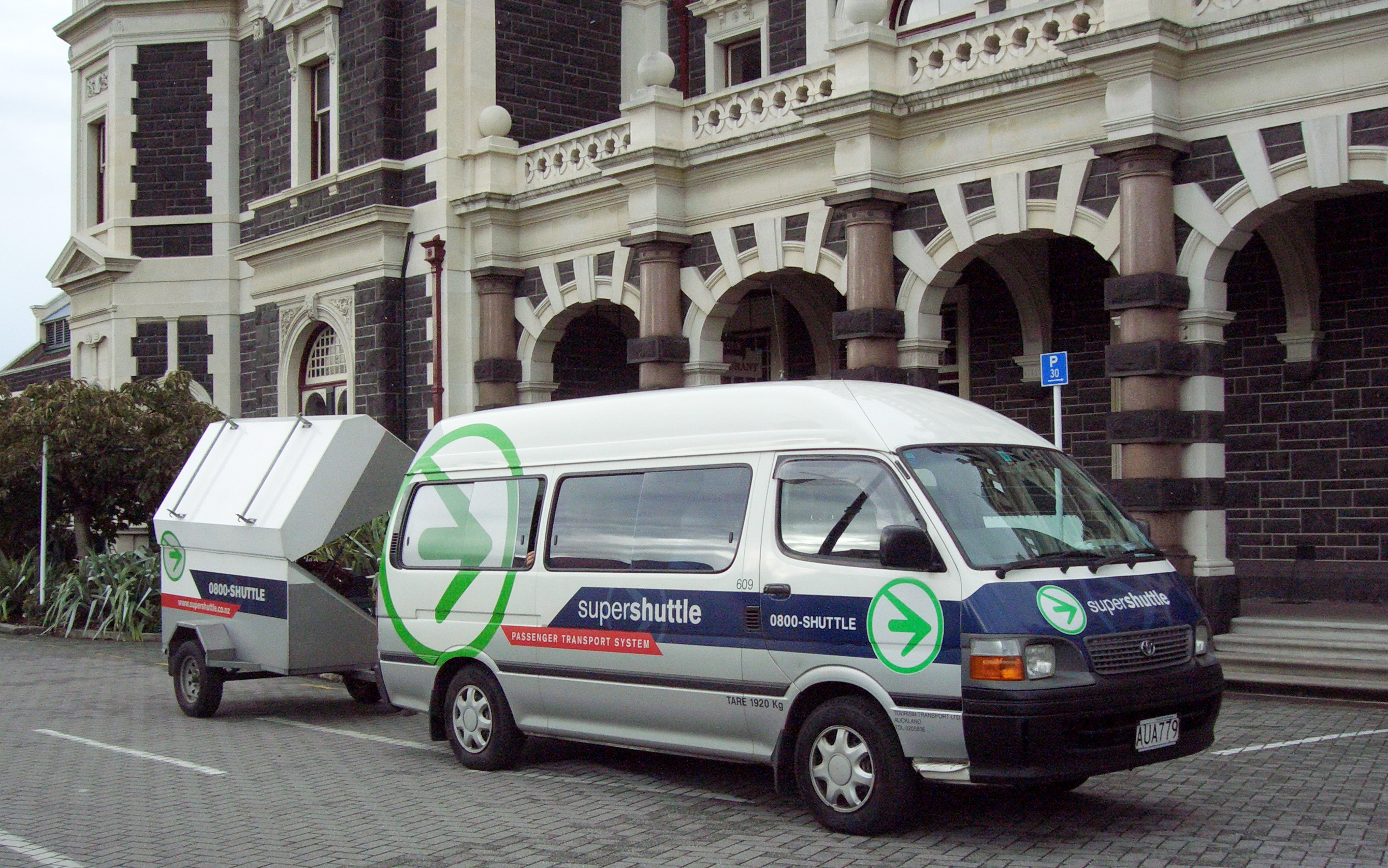
Микроавтобусы на рейсах между Международным аэропортом Данидин и железнодорожной станцией Данидин

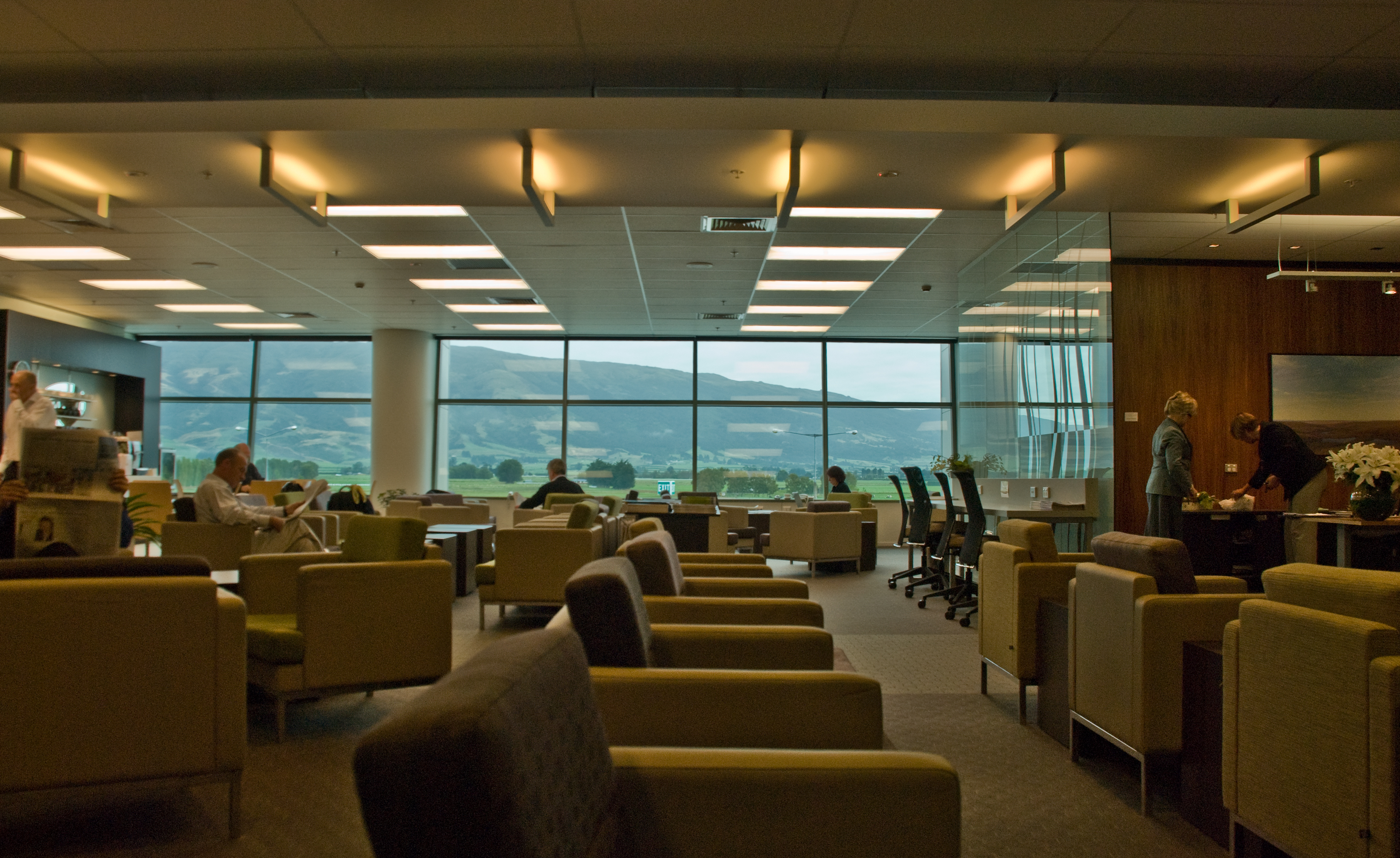
Зал Koru Club авиакомпании Air New Zealand в аэропорту

Международный аэропорт Данидин (англ. Dunedin International Airport, (ИАТА: DUD, ИКАО: NZDN)) — гражданский аэропорт Новой Зеландии, находящийся в черте небольшого городка Момона в 22 километрах от города Данидин и обеспечивающий коммерческие авиаперевозки региона Отаго, Данидина и острова Южный.
Международный аэропорт Данидин эксплуатирует одну взлётно-посадочную полосу, которая с обеих сторон оборудована курсо-глиссадной системой захода на посадку при приборам и сертифицирована под приём самолётов класса Boeing 767—300. В аэропорту действует одно здание пассажирского терминала, имеющего два телескопических трапа, пять бесконтактных выходов на посадку (гейтов), офисы служб таможенного и иммиграционного контроля и другие объекты аэропортовой инфраструктуры. В аэропорту находится ангар компании Mainland Air, предоставляющей услуги учебно-тренировочных полётов, а также выполняющей чартерные рейсы по близлежащим аэропортам страны. Международный аэропорт Данидин находится в ведении управляющего холдинга «Dunedin International Airport Limited», акции которой принадлежат городскому совету Данидина и компании Crown (по 50 % каждой).
Строительство аэропорта было завершено в 1962 году. В течение продолжительного времени порт использовался только для обработки легкомоторных самолётов, работающих на коротких маршрутах. В 2005 году введён в действие зал регистрации пассажиров и новая зона международных рейсов, после чего Международный аэропорт Данидин стал принимать средне- и дальнемагистральные лайнеры на рейсах как внутри страны, так и за её пределы.

## Инфраструктура и операционная деятельность

### Статистические данные
В 1963 году услугами аэропорта Данидин воспользовалось около ста тысяч человек. В 1994 году порт принял первый регулярный международный рейс и уже в следующем году пассажирских оборот аэропорта увеличился до 520 тысяч человек в год. К 2000 году данный показатель снизился до 481 тысячи пассажиров при 19 000 операциях взлётов и посадок воздушных судов в год. По итогам 2009 финансового года объём пассажирооборота составил 770 206 человек.
К 2015 году руководство аэропорта прогнозирует увеличение пассажирского трафика до одного миллиона человек в год при 38 тысячах операций взлётов и посадок воздушных судов.

### Пассажирский терминал
Международный аэропорт Данидин использует одно здание пассажирского терминала. Автомобильная стоянка рассчитана как на краткие по времени, так и на долгосрочные стоянки автомашин и работает круглосуточно без перерывов и выходных.
В здании терминала работает ряд торговых точек, бары и рестораны. В зоне международных рейсов к услугам пассажиров обменные пункты валюты и магазины беспошлинной торговли.

### Клуб «Koru» авиакомпании Air New Zealand
Национальная авиакомпания страны Air New Zealand имеет в здании пассажирского терминала аэропорта собственный зал «Koru» для членов бонусной программы поощрения часто летающих пассажиров уровней Air NZ Gold и Gold Elite. Услугами зала «Koru» также могут воспользоваться пассажиры, имеющие уровень Gold Frequent Flyers глобального авиационного альянса пассажирских перевозок Star Alliance.

### Взлетно-посадочная полоса
В 2009 году руководство Международного аэропорта Данидин начало рассмотрение проекта по увеличению длины взлётно-посадочной полосы с 1900 до 2400 метров, что позволит аэропорту принимать более крупные самолёты и открыть регулярные рейсы в Соединённые Штаты Америки и страны Юго-Восточной Азии. Стоимость проекта составляет 20 млн новозеландских долларов. В 2005 году аналогичный проект стоимостью в 5 млн новозеландских долларов реализовал Аэропорт Инверкаргилл, однако до текущего времени ни один международный авиаперевозчик не изъявил желания открыть регулярные рейсы в данный аэропорт.